# Ксенофон Золотас
Ксенофон Золотас (на гръцки: Ξενοφών Ζολώτας) е гръцки икономист, гуверньор на Банката на Гърция и министър-председател на Гърция в периода 23 ноември 1989 г. – 11 април 1990 г..

## Биография
Золотас е роден в Атина на 26 април 1904 г. Той произхожда от богато семейство на бижутери, чиито корени достигат до предреволюционна Русия. Учи право в Атинския университет, а по-късно учи в Лайпциг и Париж.
През 1928 г. става професор по икономика в Атинския университет и в Солунския университет, длъжност, която заема до 1968 г. , когато подава оставка в знак на протест срещу военния режим на „черните полковници“, който идва на власт през 1967 г. Той е член на съвета на директорите на UNRRA през 1946 г. и заема ръководни длъжности в Международния валутен фонд и други международни организации между 1946 г. и 1981 г.
Золотас е управител на централната банка на Гърция в периодите от 1944 до 1945 г., от 1955 до 1967 г. (когато подава оставка в знак на протест срещу режима) и от 1974 до 1981 г. Публикува множество трудове по теми от гръцката и международната икономика. Той е смятан за привърженик на умерената икономическа политика, привърженик на финансовия консерватизъм и паричната стабилност. Золотас е известен и с речите си на английски, които демонстрират приноса на гръцкия език към английския речник, използвайки главно думи от гръцки произход.
На изборите през ноември 1989 г. нито Общогръцкото социалистическо движение, воденоот Андреас Папандреу, нито Нова демокрация на Константинос Мицотакис печелят мнозинство. В тази ситуация Золотас, който е на 85-годишна възраст, се съгласява да оглави временно правителство на националното единство до провеждането на нови избори. Той подава оставка, когато Константинос Мицотакис печели изборите през април 1990 г. с малко мнозинство.
Золотас е работохолик и през целия си живот практикува плуване през зимата, дори когато достига 90-годишна възраст. Умира в Атина на 100 години.
Неговата книга Economic Growth and Declining Social Welfare (букв. превод: „Икономически растеж и намаляващо социално благосъстояние“) излага идеята, че съвременният икономически растеж е придружен от нарастващо производство на ненужни, безполезни и дори неудобни неща, като например рекламата. Поради тази причина съвременното икономическо развитие не може да се разглежда като процес на създаване на условия за по-нататъшно човешко щастие. Тази теза е в съответствие с идеите на автори като Ричард Истърлин или Хърман Дейли.